# Arrestatore di fiamma

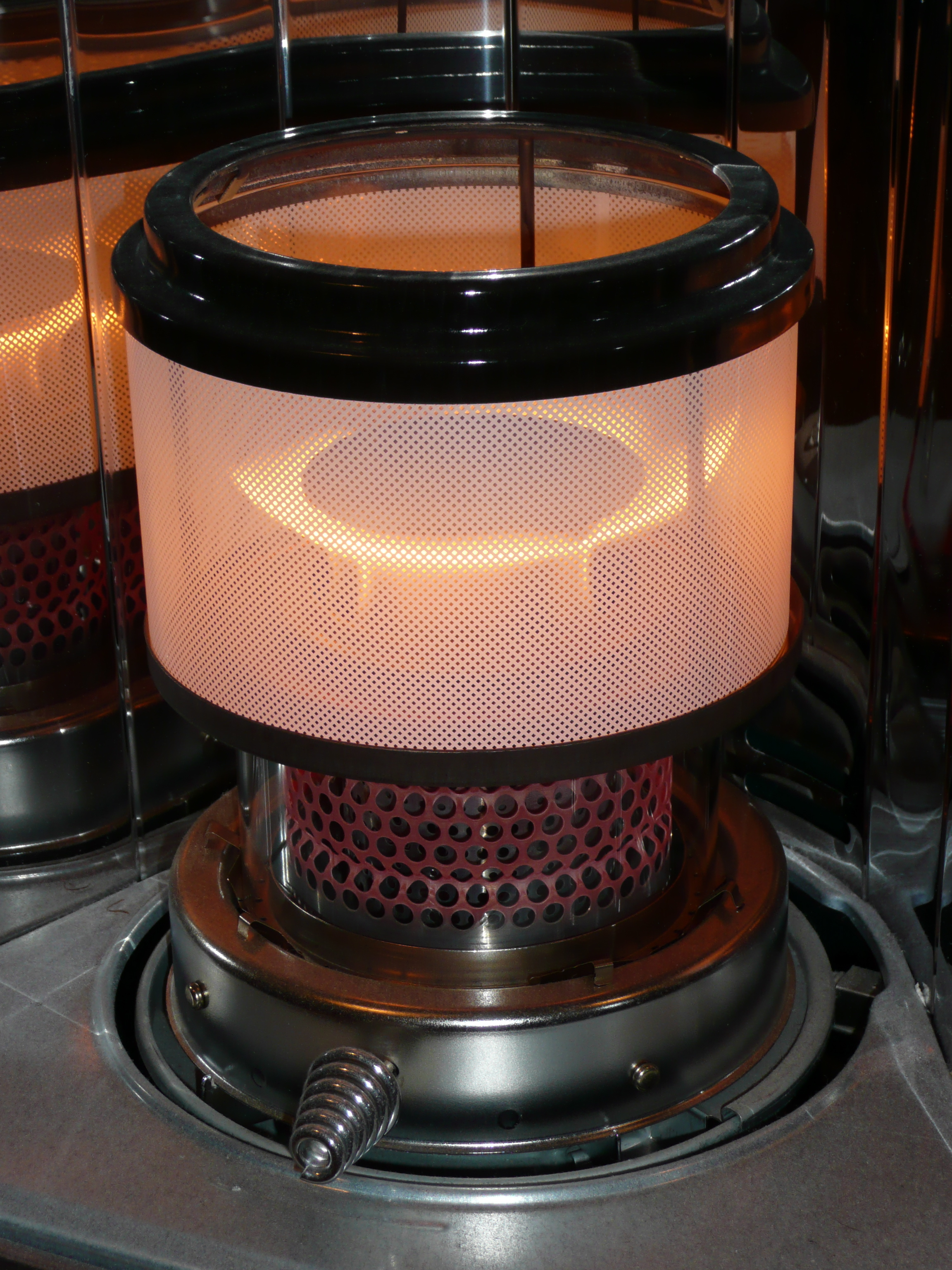
Lampada al cherosene con rompifiamma

Un arrestatore di fiamma (o arrestafiamma o rompifiamma) è un dispositivo di protezione dagli incendi e dalle esplosioni la cui funzione è quella di limitare la combustione attraverso l'estinzione delle fiamme.
In particolare l'arrestatore di fiamma circoscrive la zona in cui ha luogo la combustione, ma ciò non vieta che il fenomeno possa continuare a svolgersi nella zona a monte di tale dispositivo.

## Principio di funzionamento
L'arrestatore di fiamma presenta al suo interno dei canali abbastanza stretti da non permettere la continuità delle fiamme. Tali canali possono essere costituiti da reti metalliche molto fitte, piastre metalliche forate, o impaccamento alla rinfusa.
L'apertura dei canali dipende dal tipo del sistema che si vuole proteggere: nel caso di sistemi altamente infiammabili le aperture dovranno essere più strette. Ad esempio una rete metallica con maglie larghe può essere sufficiente per limitare lo sviluppo di incendi limitati nel sottobosco, mentre nel caso di incendi particolarmente sviluppati, le fiamme sono in grado di penetrare anche reti metalliche molto fitte.
Gli elementi che costituiscono l'arrestatore di fiamma devono essere abbastanza resistenti in quanto la loro rottura potrebbe comportare la formazione di aperture abbastanza larghe da lasciare passare la fiamma, vanificando la funzione dell'arrestatore di fiamma.

## Applicazioni
Un esempio di applicazione degli arrestatori di fiamma è la lampada di Davy utilizzata nelle miniere; in tal caso la funzione di arrestatore di fiamma viene svolta da una fitta rete metallica che circonda la lampada, impedendo alle fiamme di propagarsi verso l'esterno di tale rete.
In ambito domestico, talvolta si posiziona una rete metallica (detta "piastra rompifiamma") sopra il fornello della cucina: tale rete metallica agisce da arrestatore di fiamma. Sullo stesso principio si basa il funzionamento dei parascintille dei caminetti.
In ambito industriale, arrestatori di fiamma possono essere inseriti in corrispondenza di una condotta (si parla in questo caso di "arrestafiamma in linea") o in corrispondenza dello sfiato di un serbatoio contenente liquidi o gas infiammabili. Gli arrestatori di fiamma in linea a loro volta possono avere funzione antideflagrante (se riescono a fermare le fiamme di una deflagrazione, che viaggiano a velocità intorno a 3-60 m/s) o antidetonante (se riescono a fermare le fiamme di una detonazione, che viaggiano a velocità intorno a 2000 m/s).

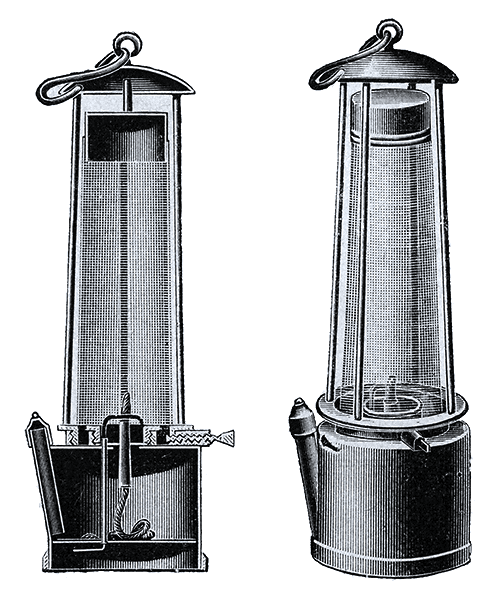
Lampada di Davy
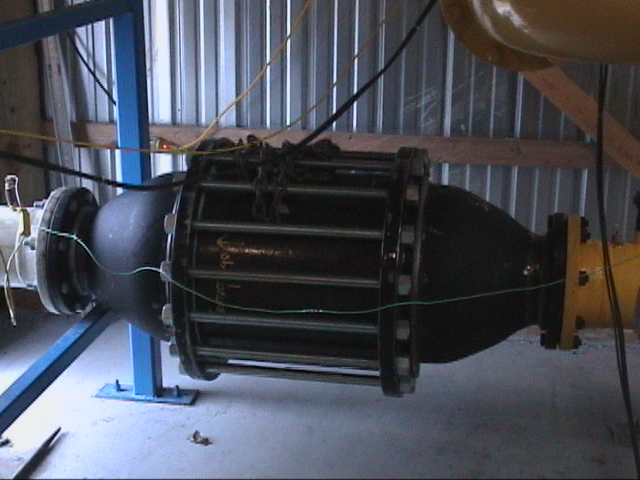
Arrestatore di fiamma inserito in una tubazione
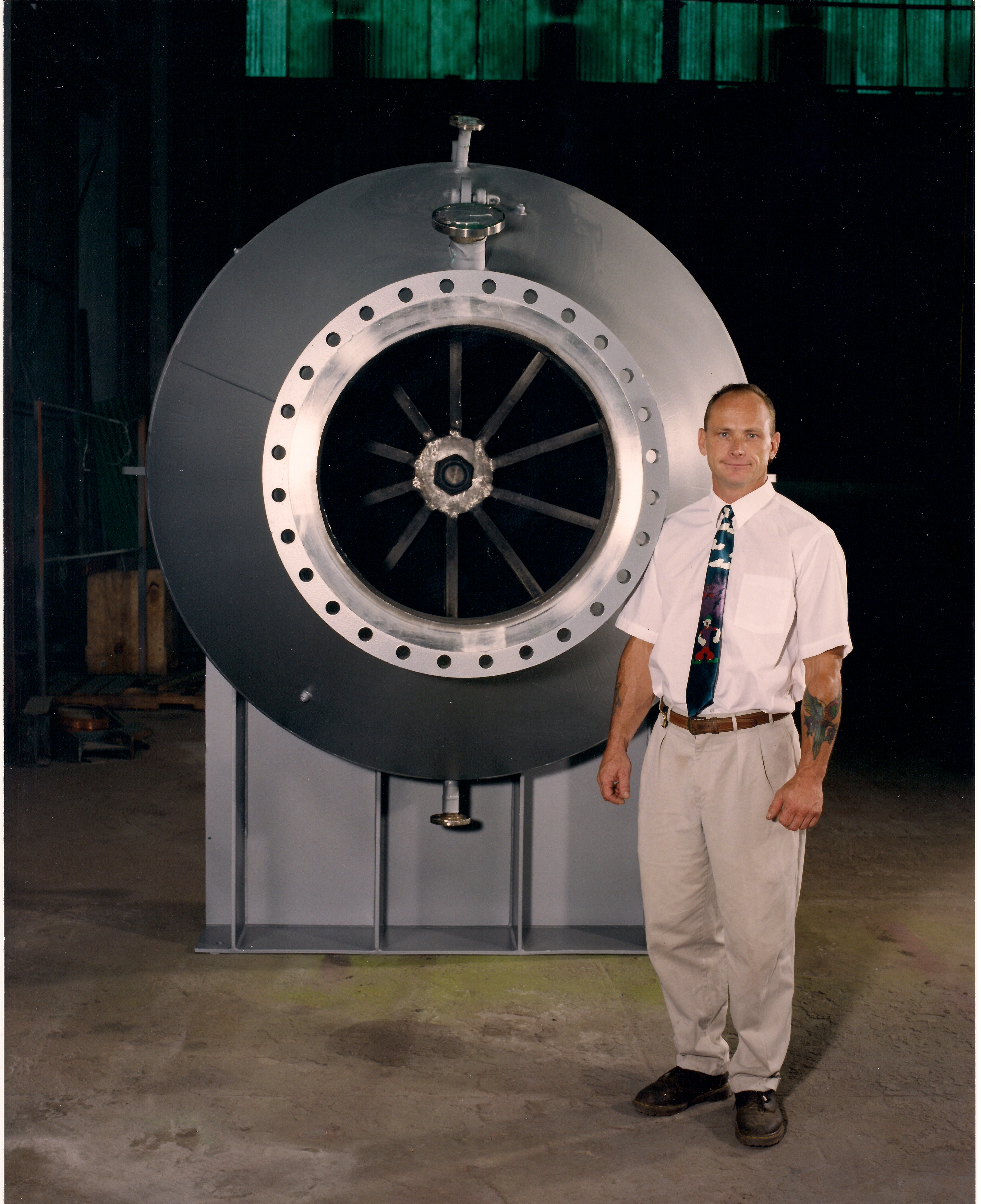
Un arrestatore di fiamma del peso di 10 tonnellate per tubi dal diametro di 36 pollici